# Kościół Wniebowzięcia Najświętszej Maryi Panny w Michowie
Kościół Wniebowzięcia Najświętszej Maryi Panny – kościół parafialny znajdujący się w Michowie przy ulicy Partyzantów 5, należący do Parafii Wniebowzięcia Najświętszej Maryi Panny w Michowie.
Kościół wybudowany w latach 1878-81 z inicjatywy ks. Kacpra Ambroszkiewicza w miejscu spalonego w pożarze Michowa kościoła drewnianego. Budynek był wzorowany na kościele we wsi Boiska. W odróżnieniu do pierwowzoru został powiększony o boczne kaplice. Budynek jednonawowy w stylu eklektycznym. Przy nawie dwie kaplice, na frontonie wieża. Przy prezbiterium dobudowana później zakrystia. Ołtarz główny drewniany z obrazem Chrystusa i Matki Boskiej Częstochowskiej. W bocznych kaplicach obrazy: w prawej - obraz św. Józefa z Dzieciątkiem, w lewej - obraz Pana Jezusa dźwigającego krzyż. W świątyni znajdują się jeszcze cztery obrazy zabytkowe: trzy obrazy Józefa Buchbindera (Wniebowzięcia NMP, Matki Boskiej Różańcowej i Przemienienia Pańskiego) oraz obraz Św. Rodziny nieznanego malarza. Wśród zabytkowych obiektów kościelnych znajdują się: 
- chrzcielnica barokowa z I połowy XVIII wieku
- ambona późnobarokowa z XVIII wieku
- 14-głosowe organy zakupione od Dominikanów lubelskich, z XVIII wieku

9 stycznia 1881 ks. Tomasz Petrykowski z Grabowa poświęcił kościół i odprawił pierwszą mszę. 22 października 1893 biskup lubelski Franciszek Jaczewski dokonał konsekracji kościoła.
Po II wojnie światowej był dwa razy malowany i tynkowany. Od 2013 trwa remont elewacji kościoła.
Przy kościele stoi dzwonnica – brama, murowana, z dwoma dzwonami: dzwonem z lat 50. zakupionym w Przemyślu oraz dzwonem z Węgrowa z 1986 roku – ufundowanym przez parafian na pamiątkę święceń biskupich ks. Ryszarda Karpińskiego.